# Rojstni dan
Rojstni dan je osebni praznik, ki ga posameznik proslavlja ob obletnicah na dan svojega rojstva. Je najbolj razširjen osebni praznik v mnogih kulturah. Obdarovanje slavljenca na njegov dan rojstva je običaj, ki je navadno vezan na rojstno dnevne zabave v krogu družine in/ali prijateljev. Na zabavah se ponavadi je tudi za rojstni dan značilno sladico - torto, ta je lahko okrašena s svečkami, ki ponazarjajo novo starost slavljenca. Običajna so tudi pisna in osebna voščila z lepimi željami, ki jih znanci, prijatelji in družinski člani ob tem prazniku namenjajo slavljencu.